# Skowronki (Kunowo)
Skowronki – zniesiona nazwa części wsi Kunowo w Polsce położona w województwie wielkopolskim, w powiecie gostyńskim, w gminie Gostyń.
Nazwa funkcjonowała do 2013 r.
W latach 1975–1998 miejscowość należała administracyjnie do województwa leszczyńskiego.
inne miejscowości o nazwie Skowronki: Skowronki